# Karl Klaus von der Decken

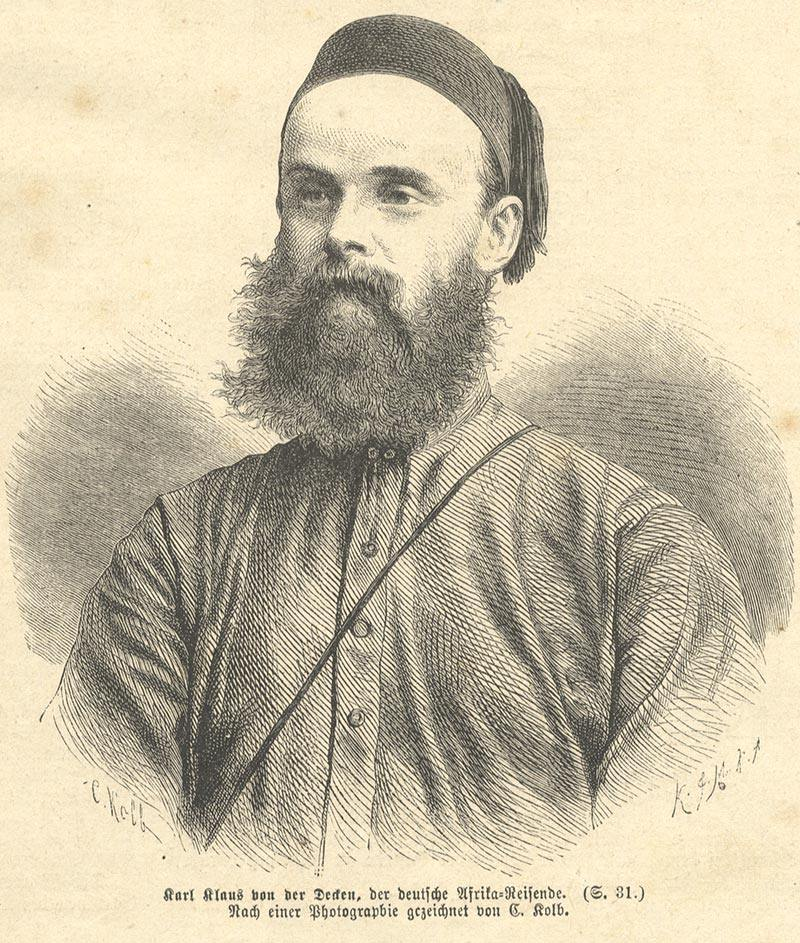
Karl Klaus von der Decken, Holzstich von C. Kolb 1874 nach einer Vorlage

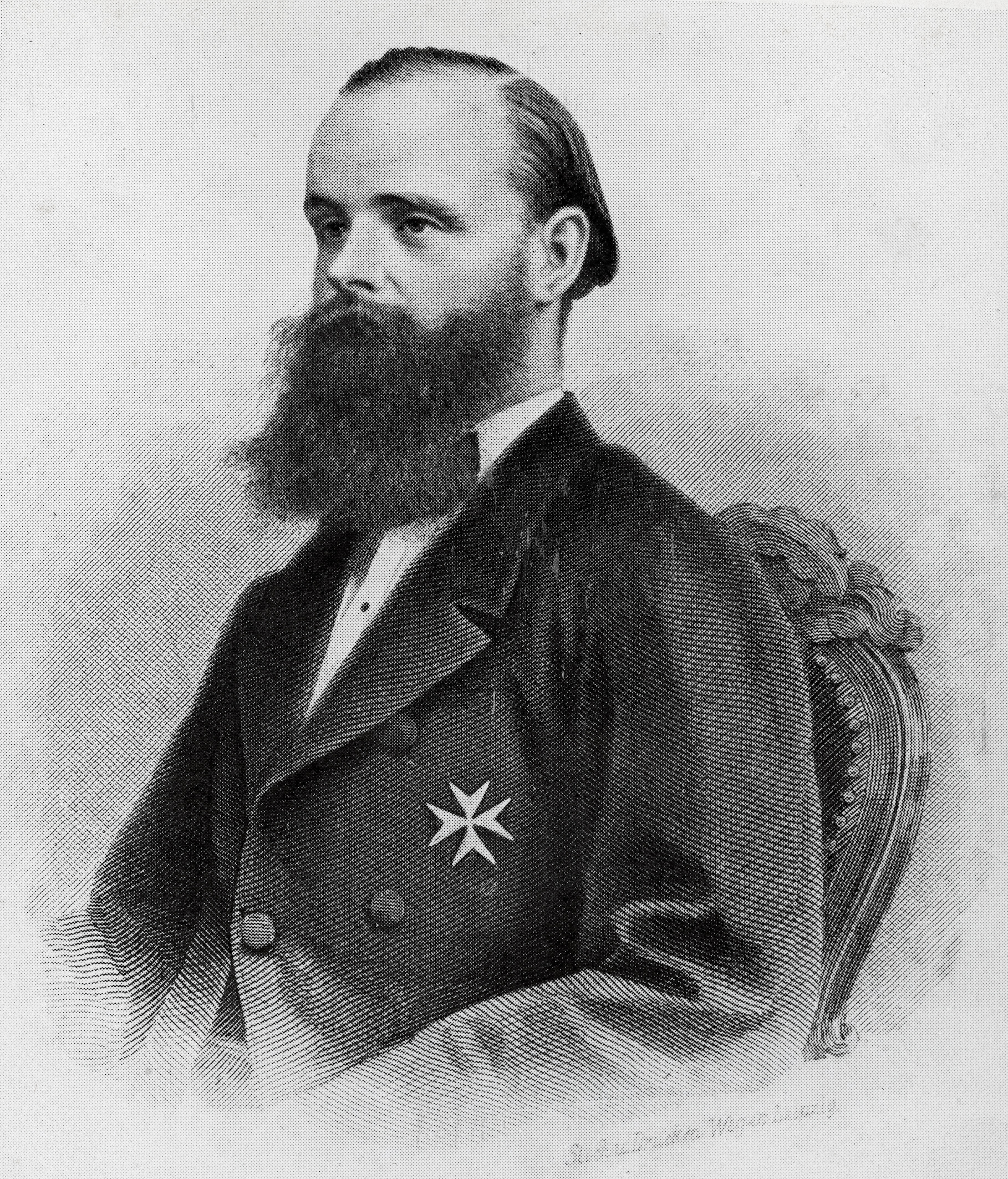
Karl Klaus von der Decken mit Johanniter-Kreuz

Karl Klaus von der Decken, auch Carl Claus von der Decken (* 8. August 1833 in Kotzen, Brandenburg; † 2. Oktober 1865 in der Nähe von Baardheere, Somalia) war ein deutscher Entdecker und Afrikareisender. Er war auch als Botaniker tätig und beschäftigte sich mit Farnen, sein botanisches Autorenkürzel lautet Decken.

## Leben
Karl Klaus von der Decken war Angehöriger der Adelsfamilie von der Decken. Sein Vater war Ernst Carl von der Decken (1796–1846) auf Melkof, sein Großvater der königlich hannoverscher Premierminister Claus von der Decken (1742–1826). Seine Mutter Adelheid, geb. von Stechow (* 25. September 1807; † 24. August 1868) heiratete nach dem Tod von Ernst Carl von der Decken in zweiter Ehe am 29. Januar 1848 Hans Heinrich X. von Hochberg, Fürst von Pleß. Der Gutsbesitzer Julius von der Decken (1827–1867) war sein älterer Bruder.
Nachdem von der Decken seine Karriere beim Militär aufgegeben hatte, erforschte er angeregt durch Heinrich Barth das östliche Afrika. Seine erste Expedition im Jahr 1860 führte ihn in die Region des Malawisees. Das Ziel, gemeinsam mit dem Geographen Albrecht Roscher Ost-Afrika zu erschließen, wurde durch den frühen Tod von Roscher 1860 am Malawisee verhindert. Im folgenden Jahr erreichten von der Decken und der britische Geologe Richard Thornton (1838–1863) den 5895 m hohen Kilimandscharo – 13 Jahre nach der ersten (europäischen) Sichtung durch den deutschen Missionar Johannes Rebmann, dessen Entdeckung sie damit bestätigten. Von der Decken und Thornton erkundeten den Berg bei dieser Expedition bis zu einer Höhe von etwa 1580 m. Wiederum ein Jahr später, 1862, kehrte von der Decken zum Kilimandscharo zurück, um als erster Europäer eine Besteigung des Berges zu wagen. Er erreichte eine Höhe von etwa 4300 m, dann zwang ihn einsetzender Schneefall zur Aufgabe. Am Fuße des Kilimandscharo erforschte der Abenteurer daraufhin den Pangani. Begleitet wurde von der Decken auf seiner 1862er Reise von Otto Kersten (1839–1900), der nach seiner Rückkehr in die Heimat ein sechsbändiges Werk über die beiden Kilimandscharo-Expeditionen seines Gefährten verfasste. Später organisierte von der Decken eine große Expedition zur Erforschung des Tana, des längsten Flusses in Kenia.
Seine letzte Expedition nach Somalia im Jahr 1865 sollte der Erforschung des Flusses Juba dienen. Mit zwei eigens dafür konstruierten Flussdampfern, die in Hamburg gebaut, in Teilen verschifft und in Sansibar zusammengebaut wurden, fuhr er den Juba hinauf. Bereits in der Mündung ging eines der Schiffe, die Passepartout verloren. In den Stromschnellen oberhalb von Baardheere (Bardera) erlitt der große Dampfer Welf Schiffbruch. Nach Errichtung eines Lagers geriet die Mannschaft in einen Kampf mit aufgebrachten Somali, wobei von der Decken und viele seiner Leute ihr Leben verloren, unter anderem der Maler Eduard Trenn. Andere Mitglieder der Besatzung konnten sich retten und brachten die Nachricht nach Sansibar. Der Bericht über die gescheiterte Expedition gilt als wichtige ethnologische Quelle über das südliche Somaliland.

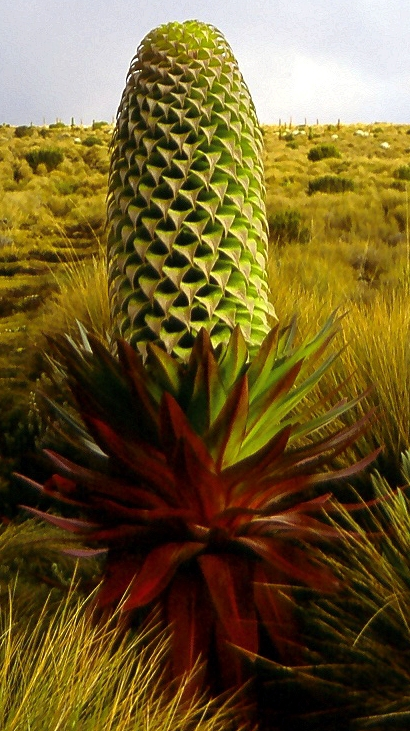
Lobelia deckenii, Subspezies keniensis. Ein lokaler Name ist litaya.

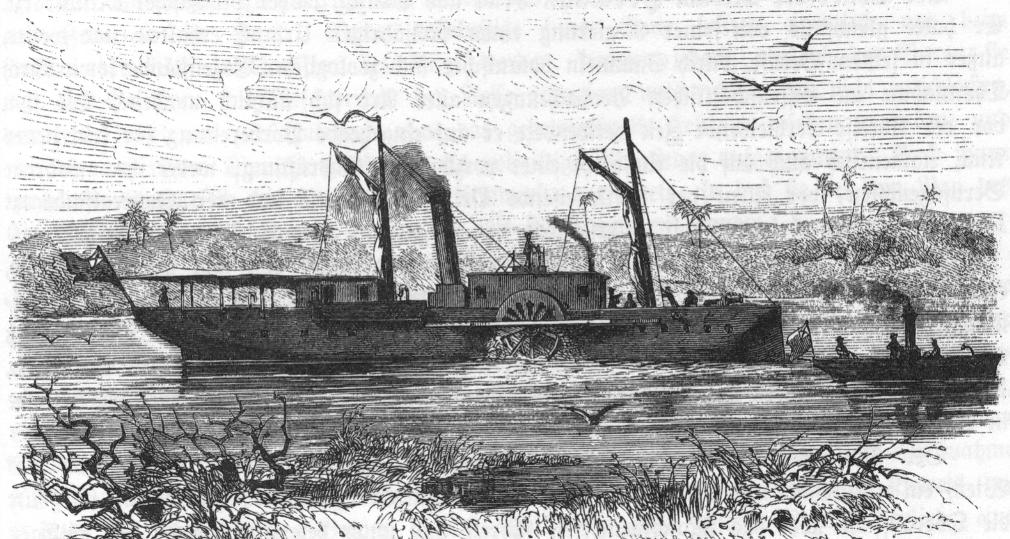
Flussdampfer Welf zur Erkundung des Juba 36 m lang und das Begleitboot 9 m lang

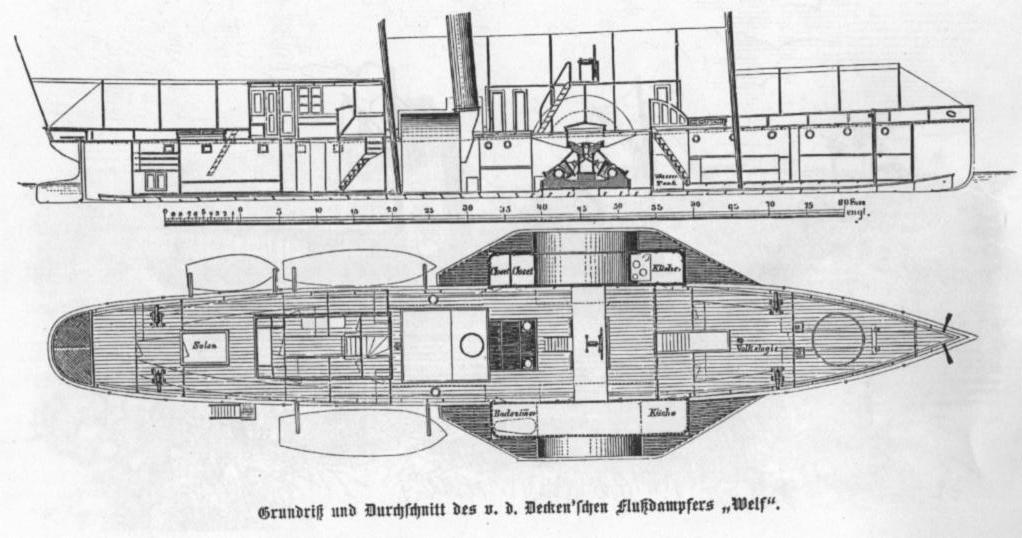
Flussdampfer Welf Längsschnitt- und Grundriss-Zeichnung

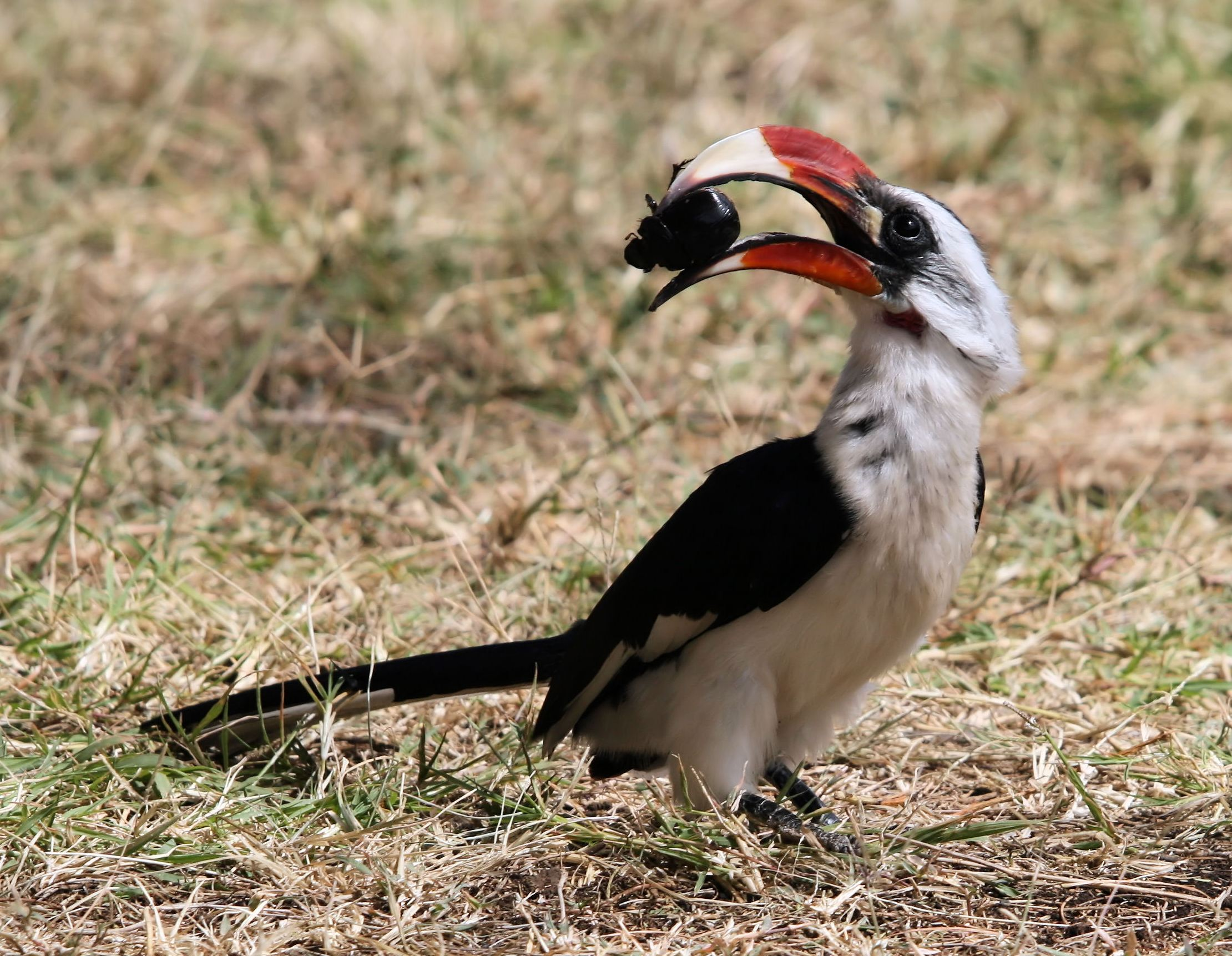
Männlicher Decken-Toko mit erbeutetem Käfer. Die Tokos zählen zu den Nashornvögeln.

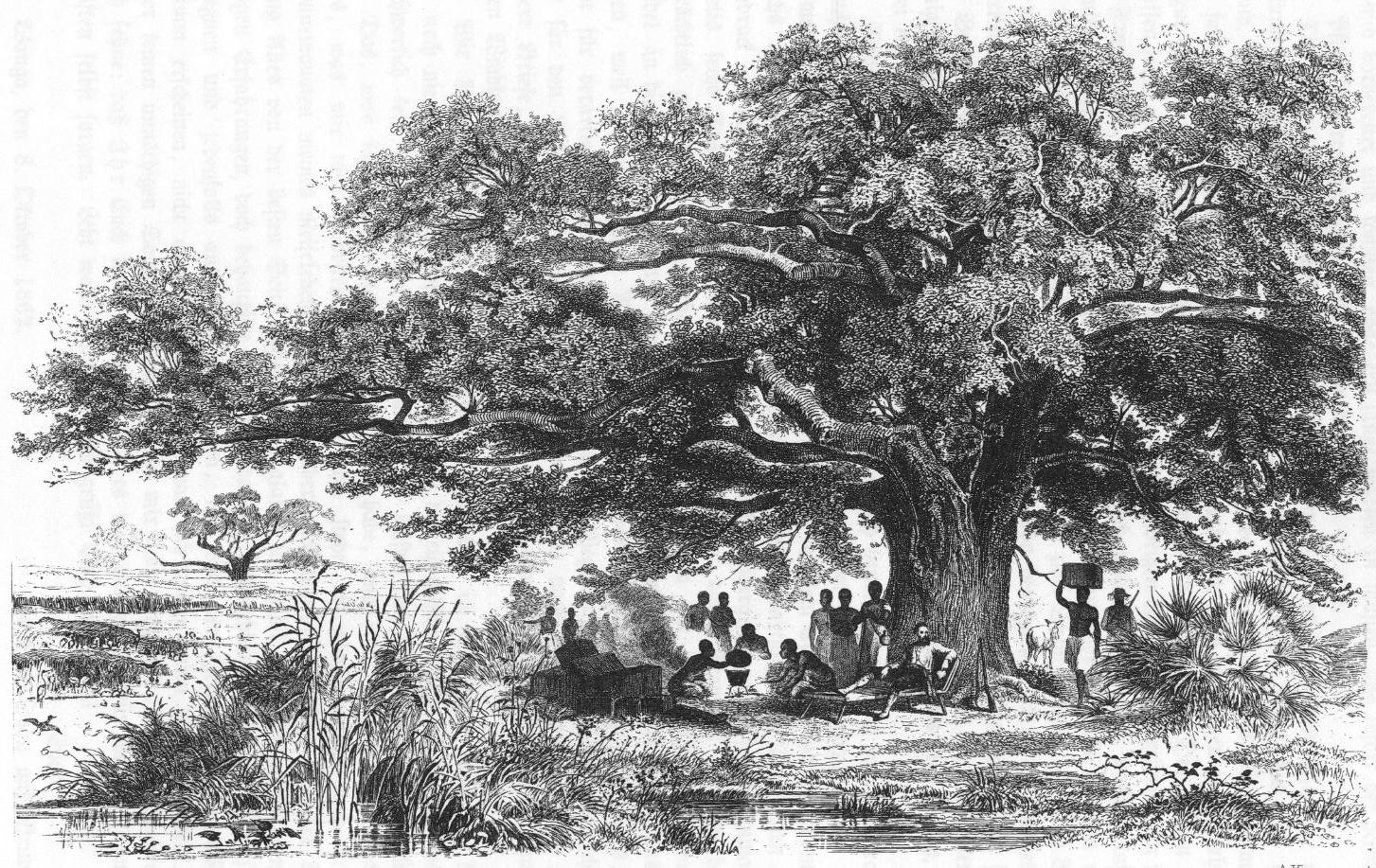
Rast unter einem großen Baum am See

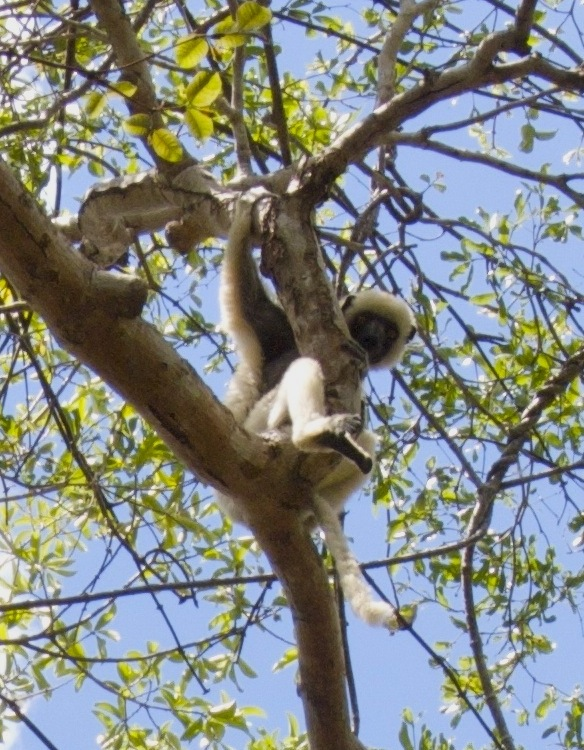
Von-der-Decken-Sifaka (Die Sifakas sind eine Unterart der Lemuren. Alle Lemuren leben nur auf Madagaskar.)

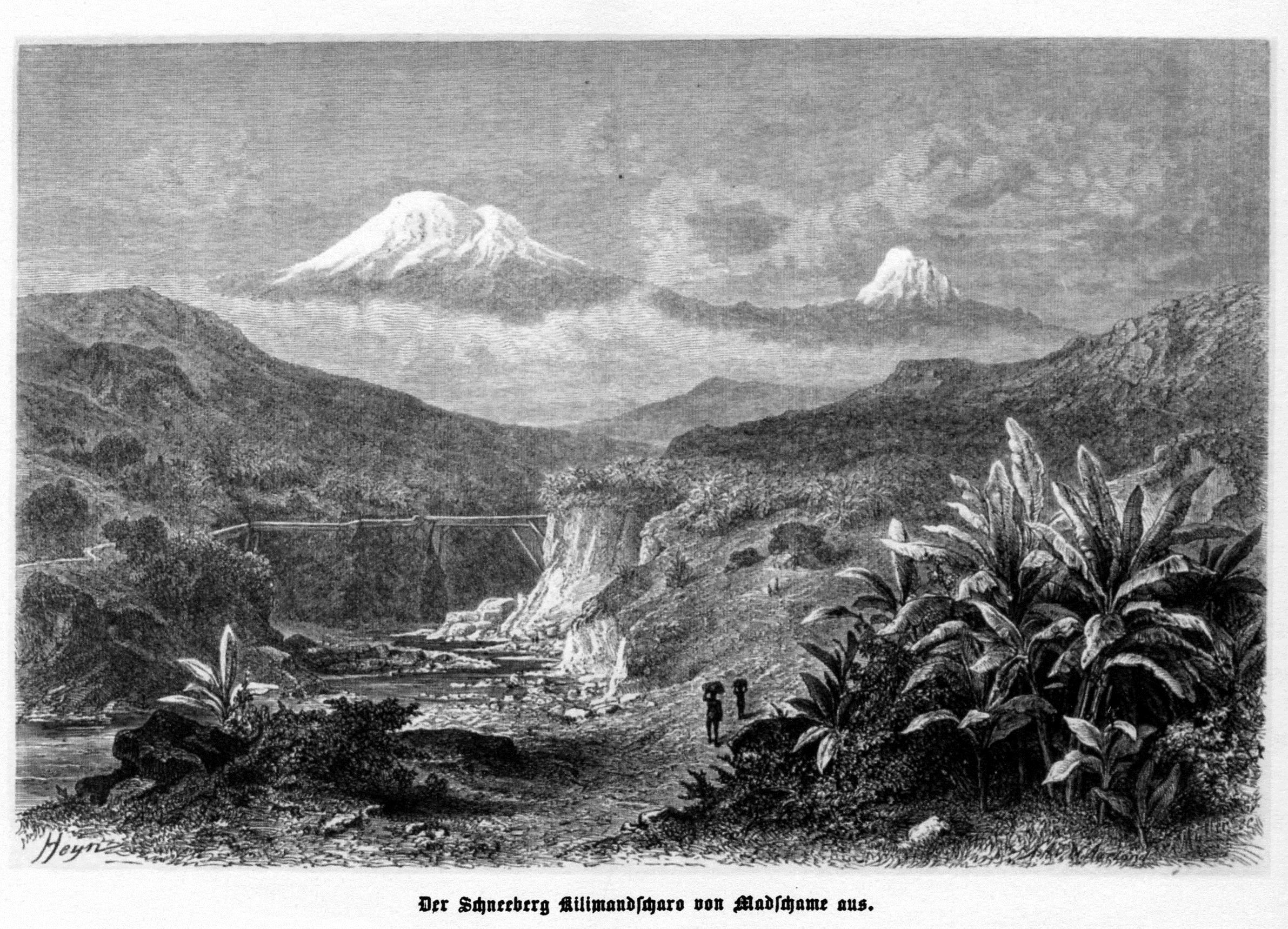
Kilimandscharo, Holzschnitt von Ernst Heyn, nach einer Zeichnung von v. d. Decken, 1869

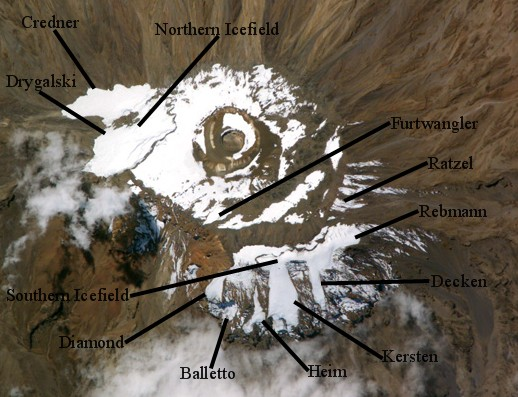
Satelliten-Foto des Kilimanjaro mit eingetragener Lage der Haupteisfelder; unten rechts der Decken Gletscher (Juni 2004)

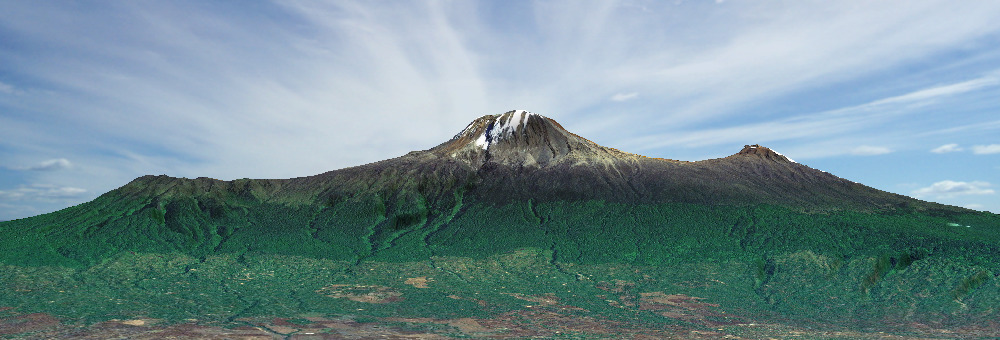
Kilimandscharo-Massiv mit Shira, Kibo und Mawenzi (von links nach rechts). Der Decken Gletscher ist der schmale lange rechts.

## Ehrungen
1864 erhielt Karl Klaus von der Decken die Patron’s Medal der Royal Geographical Society in London für die Erkundung des Kilimandscharo.
Zu Ehren von Karl Klaus von der Decken wurde ein ostafrikanischer Vogel aus der Ordnung der Rackenvögel (Coraciiformes) benannt, der „Von-der-Decken-Toko“ (auch „Decken-Toko“, Tockus deckeni).
Eine Lemurenart auf Madagaskar heißt nach ihm: Von-der-Decken-Sifaka.
Auch eine am Kilimandscharo und anderen Bergen in Ostafrika vorkommende Spezies der Lobelie wird nach ihm Lobelia deckenii genannt.
Ihm zu Ehren wurde eines der Eisfelder (Rebmann-, Decken-, Kersten-, Heim- und Bailetto Gletscher) am Südhang des Mount Kilimandscharo benannt.

## Finanzierung der Expeditionen und der Werke
Die Kosten der fünfjährigen Expeditionen lassen sich schätzen nach den Angaben für die Kosten der Träger, die von der Decken in einem Brief an Heinrich Barth beschreibt. Der Bruder und die Mutter unterstützten die Forschungsreisen und die Herausgabe der sechsbändigen Reisebeschreibungen.
Nach dem Tod des Vaters des Reisenden 1846 heiratete seine Mutter Adelheid geb. von Stechow (1807–1868) 1848 den Reichsgrafen Hans Heinrich X. von Hochberg, seit 1848 Fürst von Pless, der zuvor mit ihrer Schwester Ida (1811–1843) verheiratet war, die nach der Geburt des dritten Kindes starb. Die Fürsten Pless besaßen neben dem großen Schloss Fürstenstein Kohlegruben in Schlesien.
Die Familie von Karl Klaus von der Decken besaß mehrere Güter, die der Großvater, der hannoversche Minister Claus von der Decken erworben hatte. Er wuchs auf in Schloss Melkof bei Ludwigslust in Mecklenburg, das sein älterer Bruder Julius von der Decken (1827–1867) erbte und bewirtschaftete. Weitere Güter wie Eickhof in Liebenau (Niedersachsen) bei Nienburg/Weser wurden verkauft, um unter anderem die Reisen finanzieren zu können.

## Reisebeschreibung
- Fürstin Adelheid von Pless (Hg.): Carl Claus von der Decken's Reisen in Ost-Afrika in den Jahren 1859 bis 1865. Alle erschienen bei C.F. Winter, Leipzig & Heidelberg.[16]
  - Otto Kersten: Band 1, (Erzählender Teil), 1869, Digitalisat.
  - Otto Kersten:  Band 2, (Erzählender Teil), 1871, Digitalisat.
  - W.C.H.Peters, J.Cabanis, F.Hilgendorf, E. v. Martens und C. Semper: Band 3, (Wissenschaftlicher Teil), Erste Abteilung: Säugetiere, Vögel, Amphibien, Fische, … , 1869, Digitalisat.
  - Adolph Gerstaecker: Band 3, (Wissenschaftlicher Teil), Zweite Abteilung: Gliederthiere (Insekten, Arachniden, Myriopoden und Isopoden), 1873, Digitalisat.
  - Alexander Sadebeck u. v. a.: Band 3, (Wissenschaftlicher Teil), Dritte Abteilung: Geologie, Botanik, Meteorologie, astronomische, geodätische und Höhenmessungen, magnetische Beobachtungen, Geschichtstabellen, Literaturübersicht. 1879, Digitalisat
  - O.Finsch und G.Hartlaub: Band 4, (Wissenschaftlicher Teil), Die Vögel Ost-Afrikas. 1870, Digitalisat.
- Adolph Gerstaecker: Die Gliederthier-Fauna des Sansibar-Gebietes. Nach dem von Dr. O. Kersten während der von der Decken’schen Ost-Afrikanischen Expedition im Jahre 1862 und von C. Cooke auf der Insel Sansibar im Jahre 1964 gesammelten Material. C. F. Winter’sche Verlagshandlung, Leipzig & Heidelberg 1873, Digitalisat

### Kleinere Beiträge
in Zeitschrift für allgemeine Erdkunde, Reimer, Berlin
- Correspondenzen. Auszug aus einem Briefe des Herrn Baron Carl von der Decken an seine Mutter, die Frau Fürstin Adelheid von Pless …, sowie Schreiben desselben an Herrn Dr. Barth Heinrich Barth … Okt. 1860. In: Neue Folge Band 10, 1861, S. 133–136, Digitalisat
- Correspondenzen. Auszug aus des Herrn von Decken's Briefen an Herrn Dr. H. Barth Nov. 1860. In: Neue Folge Band 10, 1861, S. 229–230, Digitalisat
- Brief des Herrn Baron v. d. Decken an Herrn Dr. H. Barth über seine Reise nach dem Kilimandjaro und dessen wahren Charakter. Neue Folge Band 12 (1862), S. 73–81, Digitalisat
- Auszug aus einem Briefe des Herrn Baron Carl von der Decken an Herrn Dr. H. Barth. Neue Folge Band 14 (1863), S. 348–350 Digitalisat
- Gustav Rose: Beschreibung der von Herrn von der Decken gesandten Gebirgsarten aus Ost-Afrika, größtentheils vom Fuße des Kilimandjaro. Neue Folge Band 14 (1863), S. 245–247, Digitalisat